# 모나 마리스

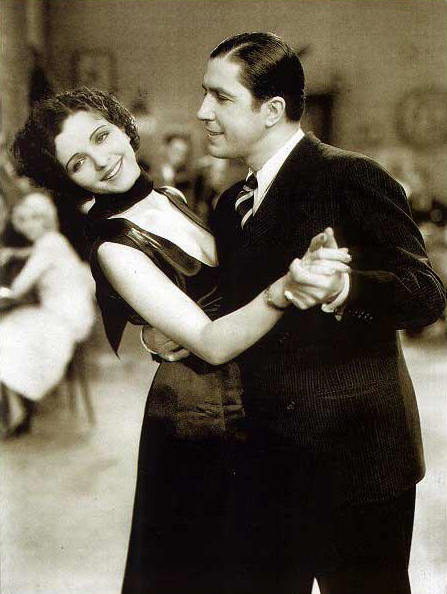

모나 마리스(Mona Maris, 1903년 11월 7일 ~ 1991년 3월 21일)는 아르헨티나의 배우이다.
부에노스아이레스에서 태어났으며 부에노스아이레스에서 사망하였다. 사인은 폐병이다.

## 영화
- 카밀라 (1984년)
- 춘희 (1954년)
- 어벤저스 (1950년)
- Monsieur Beaucaire (1946년)
- 아이 매리드 언 엔젤 (1942년)
- 마이 갤 샐 (1942년)
- 바다 아래 (1931년)
- 언더 어 텍사스 문 (1930년)